# Argos (Verzée)
Der Argos ist ein Fluss in Frankreich, der im Département Maine-et-Loire in der Region Pays de la Loire verläuft. Er entspringt unter dem Namen Ruisseau de la Martinais im Gemeindegebiet von Challain-la-Potherie, entwässert generell in östlicher Richtung und mündet nach rund 30 Kilometern im Gemeindegebiet von Sainte-Gemmes-d’Andigné als rechter Nebenfluss in die Verzée, die kurz danach selbst in den Oudon mündet.

## Orte am Fluss
(Reihenfolge in Fließrichtung)
- Challain-la-Potherie
- Loiré
- Chazé-sur-Argos
- Sainte-Gemmes-d’Andigné